# Winton (Washington)
Winton es un área no incorporada ubicado en el condado de Chelan en el estado estadounidense de Washington.

## Geografía
Winton se encuentra ubicado en las coordenadas 47°44′7″N 120°44′28″O / 47.73528, -120.74111.